# Faitroun
Faitroun ou Faytroun est un village pittoresque du caza du Kesrouan au Mont-Liban. Situé à 35 km au nord de Beyrouth et à une altitude moyenne de 1 250 mètres, Faitroun est une station estivale bien connue au Liban. Le village abrite de nombreux hôtels et restaurants.
Le nom du village provient du syriaque et aurait pour signification « Trône du Seigneur ».
Un haut lieu du village est l'église Saint-Georges qui date du XVIIIe siècle. Un autre point d'intérêt est l'ancienne citadelle avec ses murs.